# Garrigues-Sainte-Eulalie
Garrigues-Sainte-Eulalie is een gemeente in het Franse departement Gard (regio Occitanie) en telt 516 inwoners (1999). De plaats maakt deel uit van het arrondissement Nîmes.

## Geografie
De oppervlakte van Garrigues-Sainte-Eulalie bedraagt 9,9 km², de bevolkingsdichtheid is 52,1 inwoners per km².
De onderstaande kaart toont de ligging van Garrigues-Sainte-Eulalie met de belangrijkste infrastructuur en aangrenzende gemeenten.

## Demografie
Onderstaande figuur toont het verloop van het inwonertal (bron: INSEE-tellingen).
1. ↑  Populations de référence 2022.